# Vernou-en-Sologne
Vernou-en-Sologne è un comune francese di 608 abitanti situato nel dipartimento del Loir-et-Cher nella regione del Centro-Valle della Loira.

## Società

### Evoluzione demografica
Abitanti censiti